# Trinxeres dels Tossals
Les Trinxeres dels Tossals és una construcció fortificada de l'Exèrcit Popular de la República al Front del Segre, situada a en un tossal que forma part de l'Espai Natural Protegit de Bellmunt-Almenara.

## Descripció
Es tracta d'un espai recuperat de 300 metres de trinxera dels 1000 originals pel Memorial Democràtic el 2010, format per un conjunt defensiu de refugis, búnquers, pous de tiradors, nius de metralladora, un lloc de comandament i més d'un centenar d'abrics individuals, tot plegat protegit per filats, que controlaven el cap de pont de Balaguer en mans de les tropes franquistes. No van entrar mai en combat però sí que van registrar activitat important de soldats del bàndol republicà des de l'abril de 1938 fins a principis de gener de 1939, quan va ser abandonat per a evitar el setge dels franquistes que el dia 7 havien ocupat Montgai i el dia 8 Bellmunt i Penelles.